# Пиструены
Пиструены (рум. Pistruieni, Пиструень) — село в Теленештском районе Молдавии. Является административным центром коммуны Пиструены, включающей также сёла Хыртоп и Новые Пиструены.

## География
Село расположено на высоте 86 метров над уровнем моря.

## Население
По данным переписи населения 2004 года, в селе Пиструень проживает 798 человек (401 мужчина, 397 женщин).
Этнический состав села:
| Национальность | Число жителей | Процентный состав |
| -------------- | ------------- | ----------------- |
| молдаване      | 785           | 98.37             |
| румыны         | 7             | 0.88              |
| украинцы       | 4             | 0.5               |
| русские        | 2             | 0.25              |
| Всего          | 798           | 100 %             |

### Известные уроженцы
- Богдан Истру (1914—1993) — молдавский советский поэт и писатель.
- Шестопалов, Анатолий Николаевич (1950—2020) — советский и российский поэт.